# 过程控制

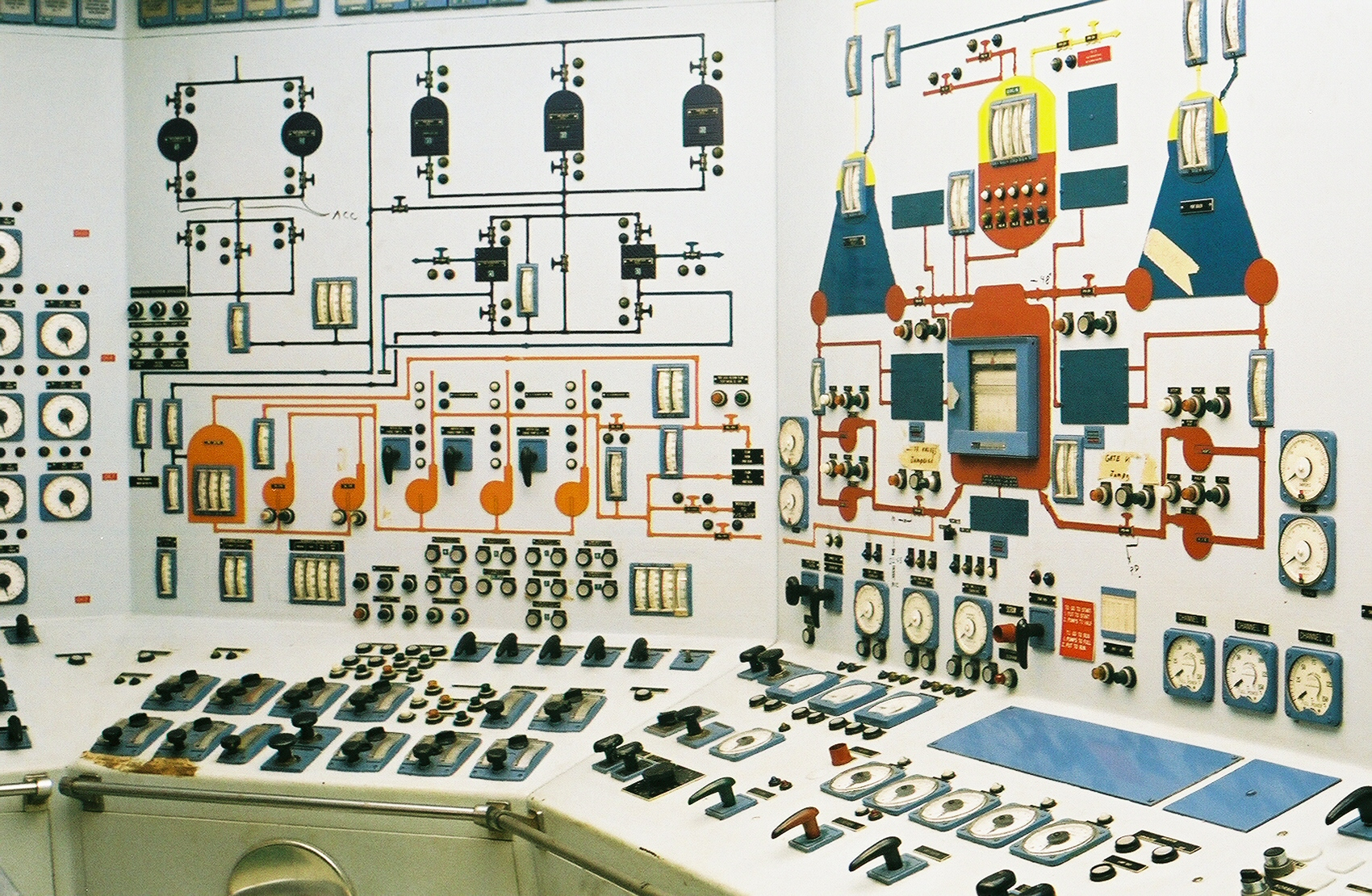
核電廠的过程控制系統

过程控制是在工業系統中，為了控制過程的輸出，利用統計或工程上的方法處理過程的結構、運作方式或其演算方式。處理过程控制的系統可稱為过程控制系統。

## 舉例
例如利用加熱器調節房間的溫度即可視為一個過程，因為其目的是要使一輸出量（在此例中是溫度）到達一理想值內（例如20度），且此輸出量不隨時間變化。在此例中溫度是一個控制變數，不過若用溫度計量測溫度，決定是否加熱，溫度也同時是輸入變數。理想的溫度（20度）為目標值，加熱器的狀態（如加熱器控制熱水流量的閥門）會隨控制而改變，則是受控變數。程序控制的控制變數通常是温度T、压力P、流量F、液位L、成分A、PH值之等的过程变量。
常見的控制設備是可程式邏輯控制器，簡稱 PLC。PLC讀取許多類比或數位的輸入，內部程式會根據輸入產生類比或數位的輸出。若以上一段的例子延伸，房間的溫度是 PLC 的輸入，內部程式會比較輸入變數及目標值的差異，再決定是否加熱量要增加或是減少。PLC 的輸出會用來改變加熱器閥門開啟的大小。更大（或更複雜）的系統可能會由分散式控制系統（Distributed Control System, DCS）或SCADA來加以控制。

## 實務上的分類
實務上，程序控制可以用以下的方式分類（不過，有些應用會同時用到以下幾類的程序控制）：

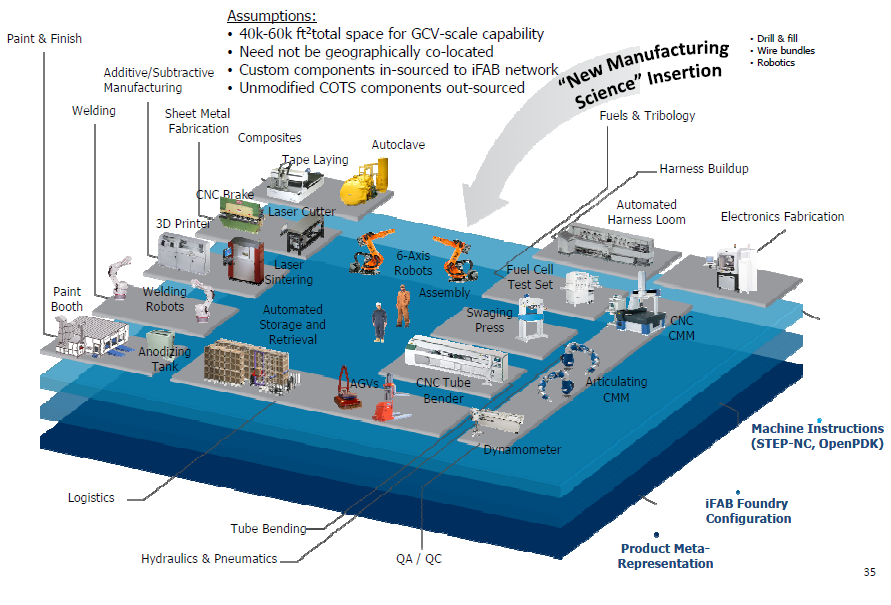
全電腦化工廠的概念

- 離散：在許多製造、運動或包裝應用中會用到離散的程序控制。如汽車生產中常見的機器手臂自動組裝，即為離散程序控制的例子。大部份這類的應用都是生產一個產品中個別的零件，如金屬衝壓成形。
- 批次：有些應用需要以特定的量，以特定的方式及時間混合原枓。像是製造膠水，一般需要在加熱的容器中混合原料一段時間。類似的例子包括食物、飲料或藥品。批次程序大約用在年產量從幾公斤到幾千噸的產業。
- 連續：一般一個物理系統可以由一些連續，不隨時間有劇烈變化的變數所表示。例如加熱器中的水溫控制即為一個連續程序控制的例子。像石油、化學品或塑膠的製造就屬於連續的程序控制。連續程序控制一般用在年產量從幾千噸到幾百萬噸的產業。

## 統計程序控制
統計程序控制（SPC）是一個可以用控制圖監控一個程序的有效方式。它特別之處是可以同時監控一個程序主要的輸出及其變動。藉著在程序中不同的點收集數據找到會影響品質的程序變異，設法加以檢測及修正，以減少不良品到客戶端的比率。統計程序控制強調早期檢測問題及問題的防範。